# Kanton Annecy-Centre
Der Kanton Annecy-Centre war von 1973 bis 2015 ein französischer Wahlkreis im Département Haute-Savoie. Er umfasste das Zentrum der Départementshauptstadt Annecy sowie eine Waldfläche von 7 km². Die landesweiten Änderungen in der Zusammensetzung der Kantone brachten im März 2015 seine Auflösung.